# Rhoca-Gil
Rhoca-Gil var ett tätningsmedel som producerades av den numera uppköpta kemikoncernen Rhône-Poulenc. Medlet användes vid bygget av Hallandsåstunneln. Det innehöll större mängder akrylamid än vad som uppgivits. Akrylamid i stora mängder är ett nervgift och i mindre mängder cancerogent och kan även ge fosterskador. Norge förbjöd år 1997 användning av medlet vid tunnelbyggen efter problem vid Romeriksporten.
I Sverige blev medlet känt för att ha förgiftat vattnet i Hallandsåsen under tunnelbygget på 1990-talet.